# سيارهي كوزاك
سيارهي كوزاك (بالروسية: Козак, Сергей Евгеньевич)‏ هو لاعب كرة قدم بيلاروسي في مركز الوسط، ولد في 17 أكتوبر 1981 في برست في بيلاروس. شارك مع منتخب بيلاروسيا تحت 21 سنة لكرة القدم. أما مع النوادي، فقد لعب مع دينامو برست وروتور فولغوغراد ونادي بلشينا بوبرويسك ونادي غوميل.

## وصلات خارجية
- سيارهي كوزاك على موقع قاعدة بيانات كرة القدم.إي يو (الإنجليزية)
- سيارهي كوزاك على موقع Soccerway.com (الإنجليزية)